# Cymatique

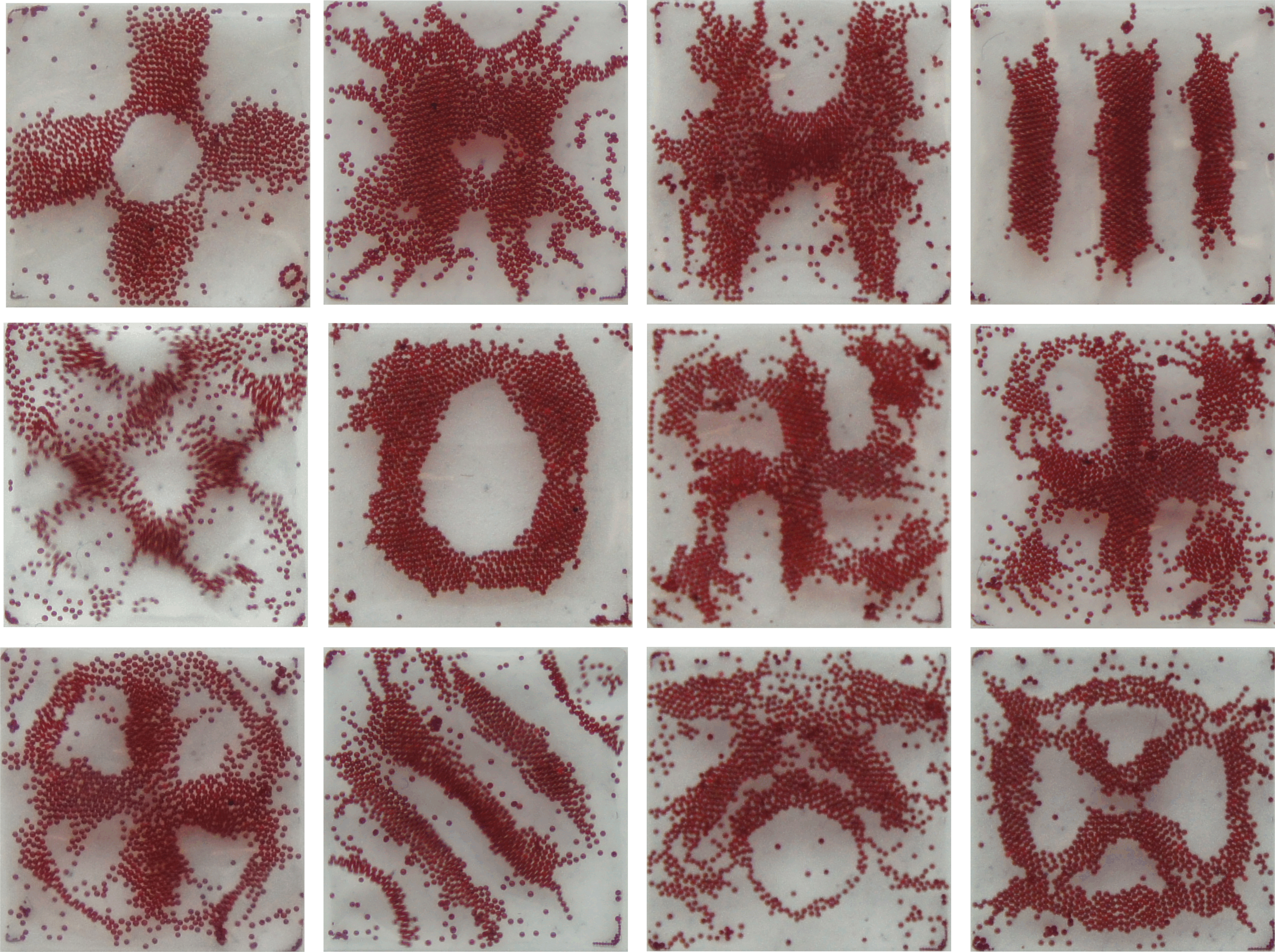
Figures basées sur l'instabilité de Faraday.

La cymatique est la technique permettant la visualisation des vibrations acoustiques ainsi qu'un discours inspiré par l'anthroposophie qui relie les vibrations en général à l'ensemble de l'Univers.
La cymatique oriente certaines pratiques de la sonothérapie (une thérapie non conventionnelle utilisant les sons et les vibrations) ; elle a servi à la création d'œuvres d'art. En musique, l'Alphabet pour Liège de Karlheinz Stockhausen en adopte et en présente les principes ; dans les arts plastiques, ses expériences spectaculaires servent à des installations et des vidéos.

## Historique
Le physicien allemand du XVIIIe siècle Ernst Chladni avait découvert qu'une plaque métallique mise en vibration par un archet permettait de mettre en évidence des motifs, les vibrations des plaques toujours riches en ondes stationnaires harmoniques variant selon les modes d'excitation et les points de fixation et d'amortissement.
Le médecin et artiste suisse Hans Jenny (de) (1904-1972) a inventé en 1967 le terme cymatique (en allemand « Kimatik ») à partir du substantif grec « κῦμα », pour désigner son utilisation de dispositifs anciens de visualisation des ondes sonores et des vibrations, comme les figures de Chladni et les flammes de gaz modulées par du son de Helmholtz, mises en œuvre avec les moyens modernes de l'électronique. Adepte de l'anthroposophie depuis le lycée et influencé par les idées de Goethe sur la nature, il voulait mettre en évidence les effets des vibrations sonores. Des considérations sur les correspondances entre sons et fonctions vitales forment l'essentiel du texte de son ouvrage, qui fonde une doctrine ésotérique. Les praticiens de la cymatique mettent au point des « expériences spectaculaires, ce qui [...] mène bien au-delà des frontières d'une conception matérialiste du monde ». Les résumés de ces présentations les relient à  l'ensemble des phénomènes naturels.
À partir de 2002, l'artiste multimédia Alexander Lauterwasser (de) a revitalisé le procédé en faisant vibrer de l'eau, éclairée pour mettre en évidence en vidéo les déformations de la surface.
En 2014, le musicien néozélandais Nigel Stanford met en œuvre plusieurs procédés dans son vidéo clip Cymatics. D'autres vidéos détaillent le fonctionnement précis des différentes installations et quelles fréquences l'artiste utilise pour que la musique génère des effets.

## Galerie

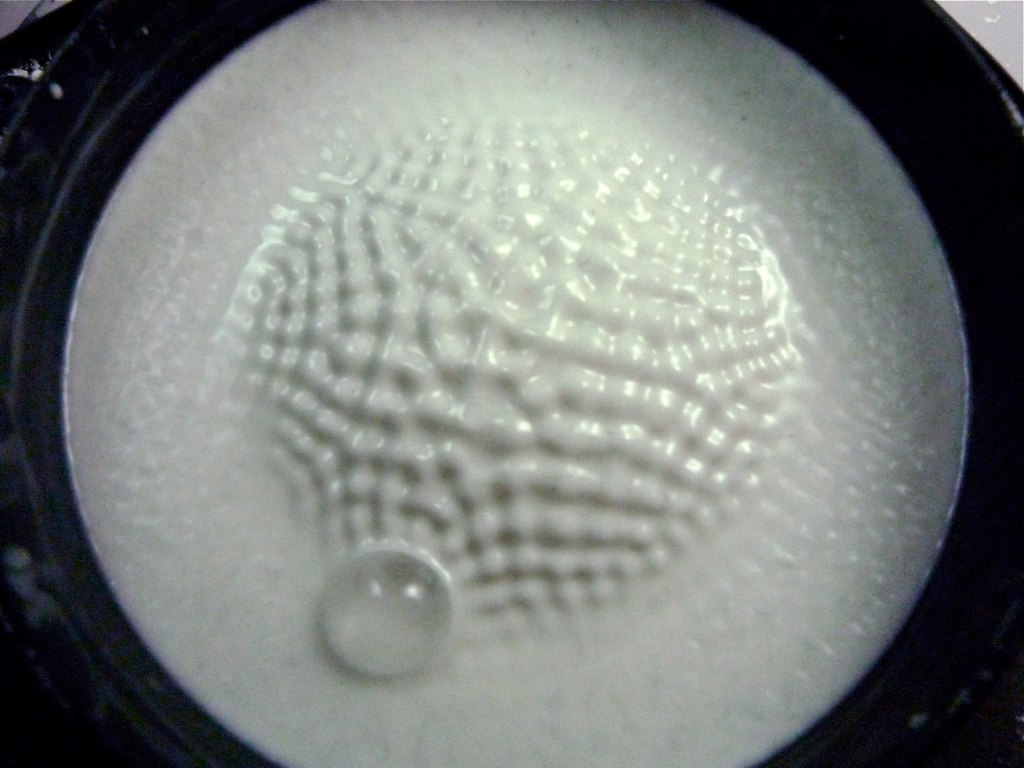
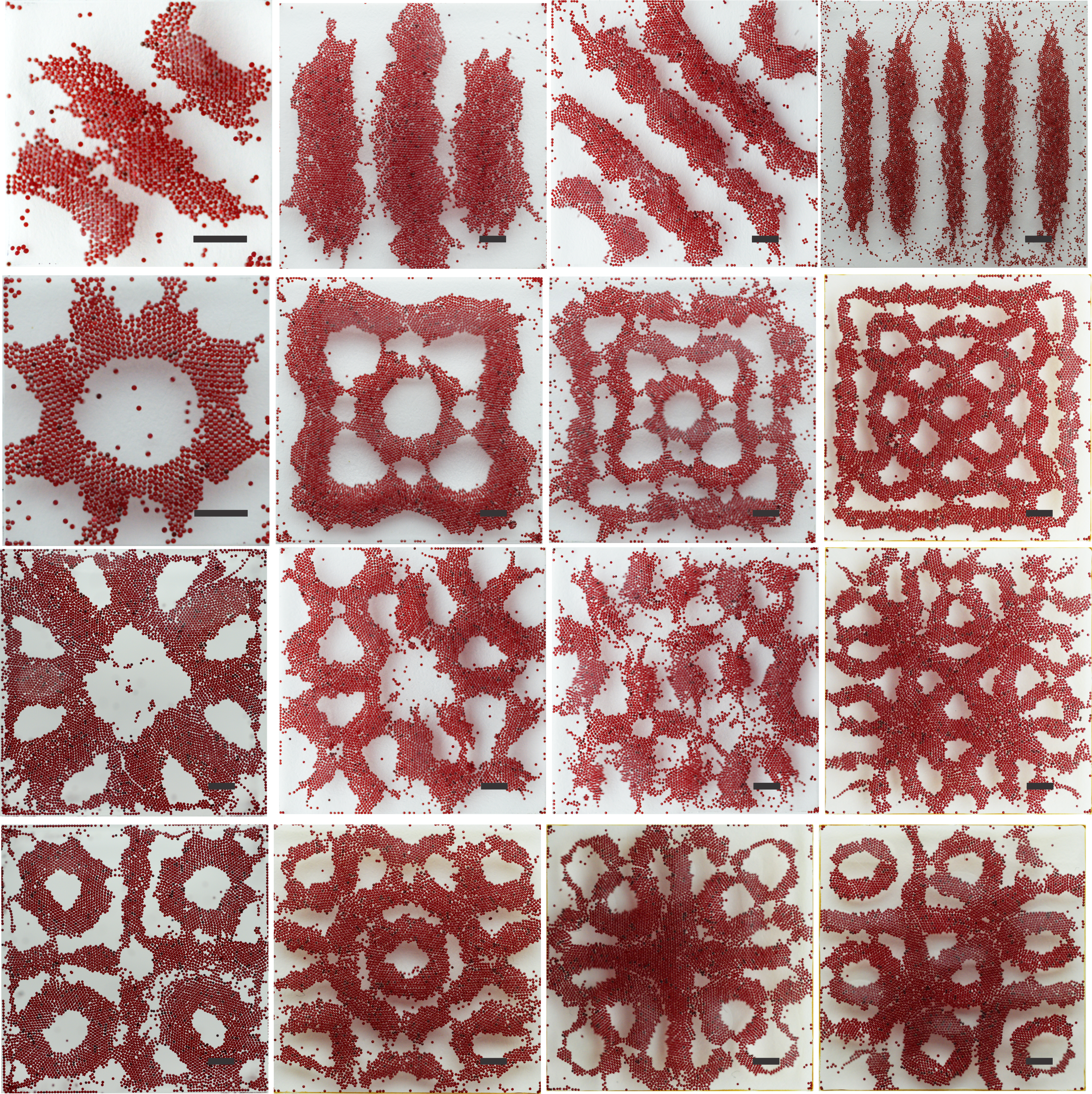

- vidéo